# Securidaca bialata
Securidaca bialata är en jungfrulinsväxtart som beskrevs av George Bentham. Securidaca bialata ingår i släktet Securidaca och familjen jungfrulinsväxter. Inga underarter finns listade i Catalogue of Life.